# Coleocephalocereus fluminensis
Coleocephalocereus fluminensis är en kaktusväxtart som först beskrevs av Friedrich Anton Wilhelm Miquel, och fick sitt nu gällande namn av Curt Backeberg. Coleocephalocereus fluminensis ingår i släktet Coleocephalocereus, och familjen kaktusväxter.

## Underarter
Arten delas in i följande underarter:
- C. f. decumbens
- C. f. fluminensis